# Lead (Barbershop)
Lead ist im Barbershop-Gesang die Bezeichnung für die Führungs- und Melodiestimme. Die zweithöchste Stimme übernimmt in der Regel beim Barbershopgesang die Melodie; sie führt die anderen Stimmen an (von engl. to lead = führen). Die Stimmlage entspricht bei einem Männerchor dem 2. Tenor.
Die Führungsstimme wird Lead genannt, allerdings unabhängig davon, ob es sich bei dem Ensemble um ein Männerquartett oder -chor, ein Frauenquartett oder -chor oder um ein gemischtes Ensemble handelt.